# AEK Athen (Volleyball)
AEK Athen VC (griechisch ΑΕΚ Αθήνα ΤΑΠ) ist die Volleyballabteilung des renommierten griechischen Sportvereins AEK Athen. Seine Spiele trägt der Verein in Glyfada aus.

## Geschichte
Drei Jahre nach Gründung des Sportvereines AEK im Jahre 1924 wurde auch eine Mannschaft für Volleyball ins Leben gerufen. Bereits 1928 qualifizierte sie sich für das allererste panhellenische Turnier, die der Lokalrivale Panellinios für sich entscheiden konnte. Im Gegensatz zu anderen Vereinen wurde der Spielbetrieb nach dem Zweiten Weltkrieg nicht wieder aufgenommen. Anfang der 1960er Jahre scheiterte der Versuch, die Abteilung zu reaktivieren.
1982 rief man eine neue Mannschaft ins Leben; diese startete in der niedrigsten Kreisklasse von Athen. Nach mehreren Aufstiegen erreichte man schließlich die zweithöchste Spielklasse, welche man in ihrer ersten Saison 1992/93 mit dem zweiten Rang beendete. Jener berechtigte aber nicht zum Aufstieg. In der Folgesaison 1993/94 sicherte man sich unter der Leitung von Trainer Stojan Gunzev den ersten Platz und somit den erstmaligen Aufstieg ins Oberhaus. Dem Aufsteiger gelang es nicht, die Klasse zu halten und trat den Gang zurück in Liga Zwei an. Der sofortige Wiederaufstieg führte nur zu kurzer Abstinenz aus dem Oberhaus. Mit erneuter Erstklassigkeit 1996/97 gelang es den Athenern diesmal, sich den fünften Platz zu sichern. Diesen Erfolg wiederholten sie im Jahr darauf. 2001/02 erfolgte erneut der Abstieg aus der ersten Liga. AEK stieg bis zur Saison 2014/15 insgesamt fünfmal aus dem Oberhaus ab und sechsmal wieder auf.
Im Ligapokal feierte der AEK den größten Erfolg mit dem Erreichen des Finales im Jahre 1999, welches in Drama ausgetragen wurde. Gegner war der amtierende Meister Olympiakos Piräus. Die Mannschaft musste sich mit 1:3 Sätzen geschlagen geben. Da Olympiakos als Meister bereits für die Champions League qualifiziert war, berechtigte der Finaleinzug die Teilnahme am Europapokal der Pokalsieger. Der Wettbewerb stellte die erste und bisher einzige Teilnahme am internationalen Geschäft dar. Dem Volleyballclub gelang es, das Final Four zu erreichen. Im Halbfinale musste man sich aber Alpitour Traco Cuneo geschlagen geben. Durch den folgenden Sieg gegen Galatasaray Istanbul sicherte sich der Verein den dritten Platz.
2013/14 gewann der AEK Athen die dritte Auflage des Nikos Samaras Ligacup, als er im Finale in Alexandroupoli den Foinikas Sirou mit 3:2 Sätzen besiegen konnte.

## Platzierungen
Platzierungen in der höchsten Spielklasse seit erstmaligem Aufstieg
| Saison        | 95 | 96 | 97 | 98 | 99 | 00 | 01 | 02 | 03 | 04 | 05 | 06 | 07 | 08 | 09 | 10 | 11 | 12 | 13 | 14 | 15 | 16 | 17 | 18 | 19 |
| ------------- | -- | -- | -- | -- | -- | -- | -- | -- | -- | -- | -- | -- | -- | -- | -- | -- | -- | -- | -- | -- | -- | -- | -- | -- | -- |
| Platzierungen | 11 | –  | 5  | 5  | 6  | 6  | 8  | 11 | –  | 12 | –  | –  | 7  | 11 | –  | 11 | –  | –  | –  | 7  | 12 | –  | –  | –  | 8  |